# پارک جین یونگ
پارک جین یونگ (کره‌ای: 박진영؛ زادهٔ ۲۲ سپتامبر ۱۹۹۴) بازیگر، خواننده-آهنگساز اهل کره جنوبی، یکی از اعضای گروه ۷ نفره گات‌سون (گات‌سون) و گروه دونفره جی‌جی پراجکت است. وی حرفه بازیگری خود را با سریال رؤیای بلند ۲ شروع کرد و به دنبال آن در سریال‌های (2013) When A Man Who Falls in Love و (2015) My Love Eundong و افسانه دریای آبی در میان نقش‌های مکمل مرد حضور پیدا کرد و در سال ۲۰۱۹ در سریال He is Psychometric به عنوان نقش اول مرد بازی کرد. ایشان همچنین در سریال زیبای When my love blooms در سال ۲۰۲۰ به عنوان نقش اول مکمل مرد نقش آفرینی کرد. پارک جین یونگ پس از اتمام قراردادش با کمپانی JYP Entertainment با کمپانی بزرگ بازیگری BH Entertainment قرارداد بست.
از دیگر کارهای او می‌توان به فیلم (2016) A Stray Goat و مینی سریال‌های (2017)Magic School و (2014) Dream Knight اشاره کرد.
وی به دلیل شباهت اسمی با جی. وای. پارک، مؤسس شرکت سرگرمی جی‌وای‌پی انترتینمنت با نام جی‌آر. (Jr) آغاز به کار کرد اما از آنجایی که اغلب افراد دچار مشکل در تلفظ صحیح نام او بودند شکل نوشتاری نام خود را به جونیور (به انگلیسی Junior) تغییر داد. پارک جین یونگ در تاریخ ۱۶ اوت ۲۰۱۶ اعلام کرد که از آن پس از نام اصلی خود استفاده خواهد کرد

## حرفه

### ۲۰۱۱ تا ۲۰۱۳: شروع بازیگری و فعالیت JJ Project
در سال ۲۰۱۱، جین یونگ برای نقش جانگ ئی بونگ در سریال Dream High 2 انتخاب شد. این سریال از تاریخ ۳۰ ژانویه ۲۰۱۲ روی آنتن شبکه کی بی اس رفت.
در ۲۹ فوریه موسیقی متن این سریال به نام We Are The B توسط پارک جین یونگ به همراه Jinwoon, Kang So-ra و Kim Ji-soo منتشز شد
در می ۲۰۱۲ جین یونگ و دوست کارآموزش جه بوم به عنوان JJ Project با تک آهنگ Bounce فعالیت خود را به عنوان خواننده به‌طور رسمی شروع کرد موزیک ویدیوی رسمی آنها برای آهنگ Bounce در تاریخ ۱۹ می منتشر شد، و گروه دو نفره پروموشن در ۲۴ می اولین اجرای خود از این آهنگ را در M! Countdown به نمایش گذاشتند.
در ۱۱ مارس ۲۰۱۳ خبری مبنی بر حضور جین یونگ و جی بی در سریال جدید شبکه ام‌بی‌سی به نام When a Man Falls in Love منتشر شد.
این سریال از ۳ آوریل روی آنتن رفت

### ۲۰۱۴ تا ۲۰۱۷: فعالیت در GOT7، مجری گری و ورود به سینما
در اول ژانویه ۲۰۱۴، JYP Entertainment گروه پسر جدیدی به نام GOT7 را به عموم معرفی کرد، اولین گروه پسر بعد از سال ۲۰۰۸ با 2PM. پارک جین یونگ به عنوان عضو وکالیست این گروه هفت نفره معرفی شد. اولین آلبوم چند آهنگه گروه کمی بعد در ۲۰ ژانویه ۲۰۱۴ با عنوان؟Got It منتشر شد که رتبهٔ دوم Gaon Album Chart و رتبهٔ اول Billboard's World Albums Chart را به دست آورد. جین یونگ طراحی رقص یکی از آهنگ‌های آلبوم به اسم Follow Me را نیز انجام داده بود.
در کنار فعالیت‌هایش با گروه GOT7، جین یونگ در پروژه‌های موسیقی و بازیگری دیگری نیز فعالیت کرد. در سال ۲۰۱۵، برای بازی در نقش فرعی سریال This Is My Love انتخاب شد که از تاریخ ۲۹ مِی تا ۱۸ ژوئیه از شبکهٔ JTBC پخش شد. در مارس همان سال، جین یونگ و بم بم عضو دیگر گاتسون در کنار Key از گروه شاینی و جونگ شین از گروه سی‌ان‌بلو به عنوان مجریان رسمی M Countdown شروع به فعالیت کردند. جین یونگ جایگاه خود به عنوان مجری این برنامه را در ماه مارس ۲۰۱۶ ترک کرد تا بر فعالیت‌های گاتسون از جمله اولین تور جهانی گاتسون تمرکز کند.
در سال ۲۰۱۶، جین یونگ برای بازی در فیلم A Stray Goat به کارگردانی چو جه مین، محصول سینمای مستقل کره جنوبی انتخاب شد. این فیلم داستان پسری دبیرستانی با بازی جین یونگ را روایت می‌کند که به تازگی به شهر گوسونگ آمده است و با دختری آشنا می‌شود که به دلیل شایعاتی که پیرامون پدرش وجود دارد گوشه‌گیر و منزویست. فیلم A Stray Goat در هفدهمین فستیوال بین‌المللی فیلم جون جو (۲۸ آوریل تا ۷ مِی ۲۰۱۶) اکران خصوصی شد و اول ماه مارس ۲۰۱۷ در سینما به اکران عمومی درآمد.
در سپتامبر ۲۰۱۶ جین یونگ برای بازی در نقش فرعی در سریال افسانه دریای آبی انتخاب شد و بازی در نقش جوانی کاراکتر بازیگر لی مین هو، نقش اصلی سریال را بر عهده گرفت.
در فوریه ۲۰۱۷، طبق بیانیهٔ SBS، جین یونگ به همراه دویونگ از ان‌سی‌تی و جیسو از بلک پینک به عنوان مجریان ثابت Inkigayo انتخاب شدند.

### ۲۰۱۸ تا کنون: به عهده گرفتن نقش اصلی
در دسامبر ۲۰۱۸، جین یونگ اولین نقش اصلی خود در سریال He Is Psychometric را بر عهده گرفت و در کنار کیم کوان، کیم داسوم و شین یه اون به ایفای نقش پرداخت.
در سال ۲۰۲۰ جین یونگ به همراه یو جی ته، لی بویونگ و جون سونی برای بازی در سریال تلویزیونی When My Love Blooms انتخاب شد. همین‌طور در فیلم The Angel Without, The Devil Within برای نقش جونگ ده، کوچک‌ترین عضو تیم بلک (تیم جاسوسی مختص به ماموریت‌های خارج از کشور) انتخاب شد. عنوان کره ای فیلم، Yacha بر اساس افسانه هندی یاکشا انتخاب شده است.

## دیسکوگرافی
مقاله‌های مربوط:
دیسکوگرافی گاتسون
دیسکوگرافی JJ Project

### همکاری در آهنگسازی و نوشتن متن آهنگها
| سال  | عنوان                        | خواننده(ها)      | آلبوم                  | آهنگساز(ان)                                                         | شاعر(ان)                               |
| ---- | ---------------------------- | ---------------- | ---------------------- | ------------------------------------------------------------------- | -------------------------------------- |
| ۲۰۱۵ | (이. 별) This Star/Farewell  | GOT7             | Mad Winter Edition     | Andreas Stone Johansson Matt Wong, Steven Lee                       | Jinyoung                               |
| ۲۰۱۶ | (못하겠어) Can't             | GOT7             | Flight Log: Departure  | Jinyoung, Distract, Secret Weapon                                   | Jinyoung, Mark                         |
| ۲۰۱۶ | Mayday                       | GOT7             | Flight Log: Turbulence | Jinyoung, Distract, Secret Weapon                                   | Jinyoung                               |
| ۲۰۱۷ | Paradise                     | GOT7             | Flight Log: Arrival    | Jinyoung, Distract, Secret Weapon                                   | Jinyoung, Distract, BamBam             |
| ۲۰۱۷ | Firework                     | GOT7             | 7for7                  | Jinyoung, Distract, Secret Weapon                                   | Jinyoung, Distract                     |
| ۲۰۱۷ | Coming Home                  | JJ Project       | Verse 2                | Jinyoung, Distract, Secret Weapon                                   | Jinyoung, Distract                     |
| ۲۰۱۷ | Tomorrow, Today (내일, 오늘) | JJ Project       | Verse 2                | Lee Woomin "collapsedone" Mayu Wakisaka                             | Jinyoung, Defsoul (JB) J.Y. Park       |
| ۲۰۱۷ | On&On                        | JJ Project       | Verse 2                | Jinyoung, Defsoul (JB) mr.cho, Cheongdam-dong Gunwoo                | Jinyoung, Defsoul (JB) mr.cho          |
| ۲۰۱۷ | Don't Wanna Know             | JJ Project       | Verse 2                | Devine Channel                                                      | Jinyoung, Defsoul (JB)                 |
| ۲۰۱۷ | The Day (그날)               | Jinyoung         | Verse 2                | Jukjae, Ju Daekwan (MonoTree)                                       | Jinyoung, Jukjae Ju Daekwan (MonoTree) |
| ۲۰۱۸ | Thank You (고마워)           | GOT7             | Eyes on You            | Stephen Langstaff, Charlie Tenku Matthew Weedon, Distract, Jinyoung | Jinyoung                               |
| ۲۰۱۸ | I Am Me                      | GOT7             | Present: You           | Jinyoung, Distract, Ludwig Lindell                                  | Jinyoung, Distract                     |
| ۲۰۱۸ | My Youth                     | Jinyoung         | Present: You           | Jinyoung, Distract Tobias Karlsson, Sangmi Kim                      | Jinyoung, Distract                     |
| ۲۰۱۸ | Higher                       | Jinyoung, Mark   | Present: You & Me      | Jinyoung, Distract, Secret Weapon                                   | Jinyoung, Mark                         |
| ۲۰۱۸ | King                         | Jinyoung, BamBam | Present: You & Me      | Jinyoung, BamBam FRANTS                                             | Jinyoung, BamBam                       |
| ۲۰۱۹ | The End (끝)                 | GOT7             | Spinning Top           | Jinyoung, Distract, Secret Weapon                                   | Jinyoung                               |
| ۲۰۱۹ | Run Away                     | GOT7             | Call My Name           | Christian Fast, Henrik Nordenback, Jimmy Claeson                    | VENDORS, Jinyoung, Ryu Dasom           |
| ۲۰۲۰ | Love You Better              | GOT7             | DYE                    | Frederik Jyll, BLSSD                                                | Jinyoung, 조미양, room102              |

| سال  | عنوان | خواننده(ها)       | آلبوم              | آهنگساز(ان)                                | شاعر(ان)                            |
| ---- | ----- | ----------------- | ------------------ | ------------------------------------------ | ----------------------------------- |
| ۲۰۱۹ | ZERO  | GOT7              | I Won't Let You Go | Jinyoung, Distract, Secret Weapon          | Jinyoung, Co-sho                    |
| ۲۰۱۹ | ۲۵    | Jinyoung, Yugyeom | I Won't Let You Go | Jinyoung, Yugyeom, Distract, Secret Weapon | Jinyoung, Yugyeom, Distract, Co-sho |

### موسیقی متن
| سال  | عنوان                                                                             | آلبوم                           |
| ---- | --------------------------------------------------------------------------------- | ------------------------------- |
| ۲۰۱۲ | We are the B (B급 인생) (با همکاری Kang So-ra , 2AM's Jeong Jinwoon و Kim Ji-soo) | موسیقی متن سریال Dream High 2   |
| ۲۰۱۹ | Hold Me (이렇게)                                                                  | موسیقی متن سریال Top Management |

## کارنامه کاری

### سریال‌های تلویزیونی
| سال  | عنوان                    | نقش                                          | شبکه        | یادداشت‌ها                                         |
| ---- | ------------------------ | -------------------------------------------- | ----------- | ------------------------------------------------- |
| ۲۰۱۲ | Dream High 2             | جانگ یی بونگ                                 | KBS2        | زیر نظر JYP                                       |
| ۲۰۱۳ | When a Man Falls in Love | دول یی                                       | MBC         |                                                   |
| ۲۰۱۵ | Dream Knight             | جونیور (Junior)                              | Youku Tudou | Korean-Chinese web series by JYPE and Youku Tudou |
| ۲۰۱۵ | This is My Love          | جی اون هو/ پارک هیون سوی ۱۷ ساله             | JTBC        |                                                   |
| ۲۰۱۶ | Legend of the Blue Sea   | نوجوانی هو جون جه/ کیم دام ریونگ (لی مین هو) | SBS         |                                                   |
| ۲۰۱۹ | He Is Psychometric       | لی آن                                        | tvN         | نقش اصلی                                          |
| ۲۰۲۰ | When My Love Blooms      | جوانی هان جه هیون                            | tvN         | نقش اصلی                                          |
| ۲۰۲۱ | قاضی شیطان               | کیم گا-اون/کانگ ایساک                        | tvn         |                                                   |

### سریال‌های آنلاین
| سال  | عنوان                          | نقش                              | شبکه          | یادداشت‌ها     |
| ---- | ------------------------------ | -------------------------------- | ------------- | ------------- |
| ۲۰۱۵ | This is My Love: The Beginning | جی اون هو/ پارک هیون سوی ۱۷ ساله | Naver TV Cast |               |
| ۲۰۱۷ | Magic School                   | نارا                             | JTBC          | [ ۲۸ ] [ ۲۹ ] |

### فیلم‌های سینمایی
| سال  | عنوان        | نقش        | یادداشت‌ها            |
| ---- | ------------ | ---------- | -------------------- |
| ۲۰۱۷ | A Stray Goat | جو مین شیک | اولین فعالیت سینمایی |
| ۲۰۲۰ | Yacha        | جونگ ده    |                      |

### مجری گری
| سال       | کانال | برنامه       | منابع  |
| --------- | ----- | ------------ | ------ |
| ۲۰۱۵–۲۰۱۶ | Mnet  | M! Countdown | [ ۱۵ ] |
| ۲۰۱۷–۲۰۱۸ | SBS   | Inkigayo     | [ ۳۰ ] |

### برنامه‌های سرگرمی
| سال  | کانال | برنامه                        | یادداشت‌ها                              | منابع  |
| ---- | ----- | ----------------------------- | -------------------------------------- | ------ |
| ۲۰۱۸ | MBC   | Living Together in Empty Room | به همراه Han Hye-yeon و P.O از Block B | [ ۳۱ ] |

## جوایز و کاندیدها
مقاله‌های مربوط:
جوایز گاتسون

| سال  | جایزه                               | بخش                                 | اثر کاندید شده | نتیجه    | منابع  |
| ---- | ----------------------------------- | ----------------------------------- | -------------- | -------- | ------ |
| ۲۰۱۷ | ۵۳مین مراسم اهدای جوایز هنری بکسانگ | محبوب‌ترین بازیگر مرد (فیلم سینمایی) | یک بز ولگرد    | نامزدشده | [ ۳۲ ] |
| ۲۰۱۷ | 12th Max Movie Awards               | جایزه ستاره در حال صعود             | یک بز ولگرد    | نامزدشده | [ ۳۳ ] |

## پیوندها
- جین یونگ در انتشارات JYP
- پارک جین یونگ در IMDb
- jinyoung_022jy در اینستاگرام
- GOT7Ofiicials در توییتر
- GOT7 در JYPE
- JJ Project در JYPE